# 2005 VX3
2005 VX3 è un oggetto transnettuniano e damocloide retrogrado situato su di un'orbita molto eccentrica, simile a quella di una cometa. È stato osservato per la prima volta il 1º novembre 2005 dagli astronomi con il Mount Lemmon Survey presso il Mount Lemmon Observatory in Arizona, negli Stati Uniti. L'insolito oggetto misura circa 7 km di diametro. Possiede il terzo più ampio semiasse maggiore eliocentrico e afelio conosciuti. Inoltre il suo perielio si trova all'interno dell'orbita di Giove, il che significa che è caratterizzato dalla più grande eccentricità orbitale di qualsiasi pianeta minore noto. 

## Descrizione
2005 VX3 orbita attorno al Sole a una distanza di 4,1–1,826 au ogni 27672 anni (con un semiasse maggiore di 915 au). La sua orbita ha un'eccentricità di 0,99555 e un'inclinazione di 112° rispetto all'eclittica. Appartiene al gruppo dinamico dei damocloidi a causa della sua orbita retrograda e del suo basso parametro di Tisserand rispetto a Giove (pari a -0,9430). Si tratta di un asteroide secante le orbite di Giove, Saturno e Nettuno. L'arco di osservazione inizia con la sua prima osservazione da Mount Lemmon Survey il 1º novembre 2005.
| Evoluzione orbitale - Elementi baricentrici |         |                   |      |
| Anno                                        | Afelio  | Semiasse maggiore | Note |
| 1950                                        | 2710 AU | n / A             |      |
| 2012                                        | 1914 AU | n / A             |      |
| 2015                                        | 2563 AU | n / A             |      |
| 2016                                        | 3235 AU | n / A             |      |
| 2050                                        | 2049 AU | 1026 AU           |      |

L'oggetto possiede un breve arco di osservazione di 81 giorni e non ha un'orbita ben definita. Non è stato più visto da gennaio 2006, quando è transitato al perielio a 4,1 au dal sole. Potrebbe essere una cometa dormiente che non è stata ancora vista degenerare. In passato potrebbe essersi avvicinato maggiormente al Sole, vicinanza che avrebbe potuto causare la rimozione della maggior parte degli elementi volatili posti sulla sua superficie. L'orbita attuale attraversa l'eclittica appena all'interno dell'orbita di Giove e ha un MOID con Giove di 0,8 AU. Nel 2017 possedeva una magnitudine apparente approssimativamente di 28 e si trovava a 24 au dal Sole.

## Confronto

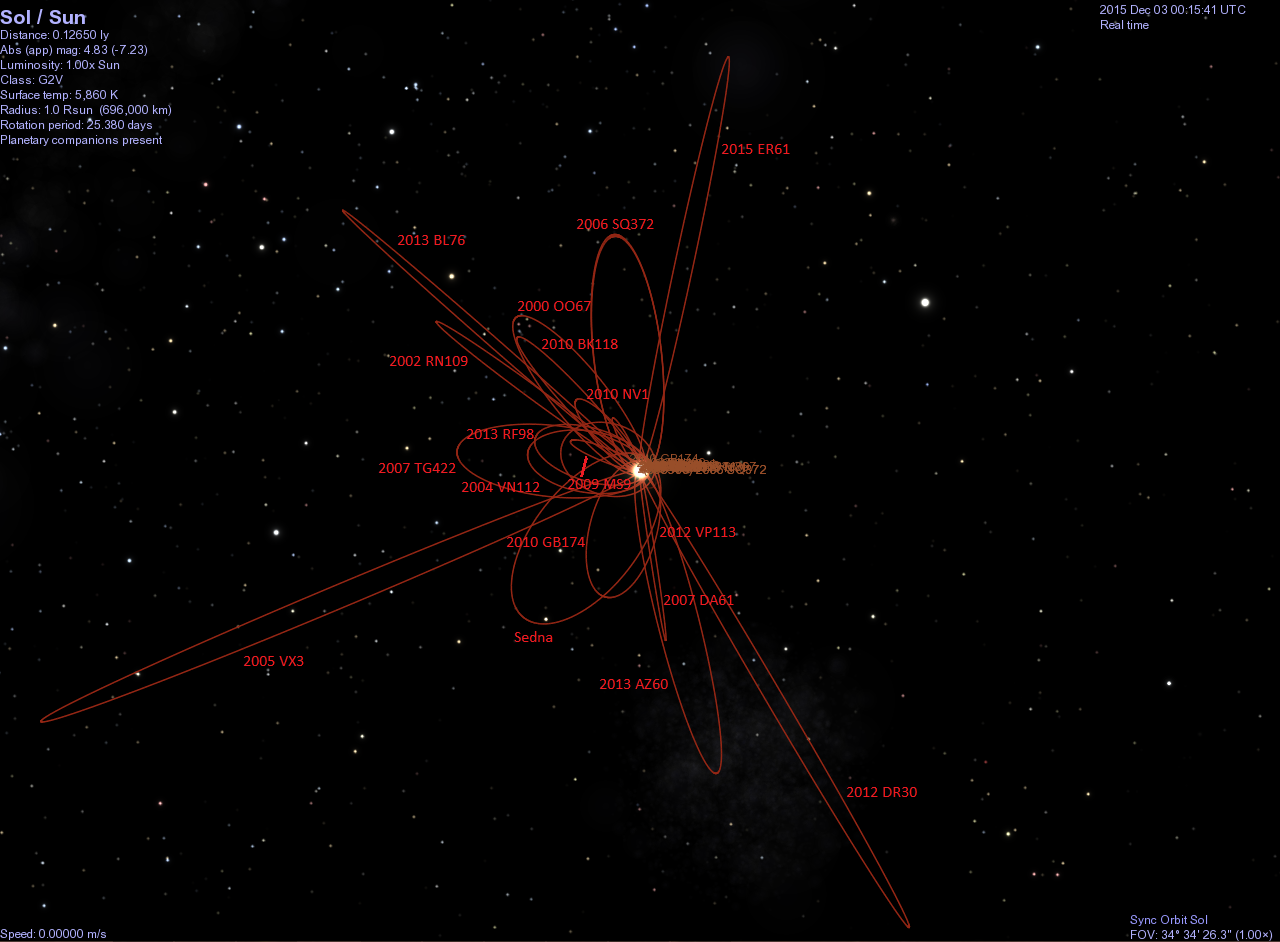
Sedna rispetto ad altri corpi orbitanti molto distanti tra cui (orbita errata),,,,,,,,,,,,,,,,

- 2013 BL76
- (668643) 2012 DR30
- 2013 AZ60